# Eurytoma xylophaga
Eurytoma xylophaga är en stekelart som beskrevs av Yang 1996. Eurytoma xylophaga ingår i släktet Eurytoma och familjen kragglanssteklar. Inga underarter finns listade i Catalogue of Life.